# Orsenigo
Orsenigo – miejscowość i gmina we Włoszech, w regionie Lombardia, w prowincji Como.
Według danych na rok 2004 gminę zamieszkiwało 2340 osób, 585 os./km².